# Jesús David Peña
Jesús David Peña Jiménez (* 8. května 2000) je kolumbijský profesionální silniční cyklista jezdící za UCI WorldTeam Team Jayco–AlUla.

## Hlavní výsledky
2018
Vuelta del Porvenir
7. místo celkově
2019
Vuelta de la Juventud de Colombia
 celkový vítěz
 vítěz vrchařské soutěže
vítěz 4. etapy
Giro Ciclistico d'Italia
7. místo celkově
2021
Vuelta de la Juventud de Colombia
 celkový vítěz
vítěz etap 1 a 2
Vuelta al Sur-Tolima a Huila
2. místo celkově
vítěz 4. etapy
8. místo Trofeo MP Filtri
2023
Kolem Rakouska
3. místo celkově
 vítěz soutěže mladých jezdců
Kolem Slovinska
5. místo celkově
vítěz 4. etapy
Tour of Guangxi
8. místo celkově